# Computus
Computus (lateinisch computus ‚Berechnung‘) bedeutete im europäischen Mittelalter allgemein „Berechnung“ und speziell „Rechnen mit Zeit“. Aus dem lateinischen Verb computare „berechnen“ ist im Englischen das Wort Computer entstanden, das „in der Geschichte der Wörter […] den Computus ums Leben gebracht“ hat.
Im engeren Sinne wird mit Computus (im Rahmen der Komputistik) das Rechenverfahren zur Bestimmung des jährlich variierenden Osterdatums bezeichnet, siehe Computus (Osterrechnung).